# Herminia basilineata
Herminia basilineata là một loài bướm đêm trong họ Noctuidae.